# Contra spem spero!
«Contra spem spero!» (з лат. Без надії сподіваюсь!) ‒ вірш Лесі Українки, творче кредо поетеси, у якому звучить заклик до переборення труднощів на шляхах життя і боротьби.

## Історія створення і публікації
Вірш написаний 2 травня 1890 року. Автограф поезії має дві строфи, відсутні у першодруку. Вперше надруковано у збірці «На крилах пісень» 1893 року, виданої у Львові. Для київського видання цієї збірки поетеса скоротила твір на дві строфи ‒ опущено сьому і восьму, а перед тим було вилучено ще дві строфи.
Безпосереднім поштовхом до написання твору був один із важких періодів загострення хвороби поетеси, яку вона жартома називала «сізіфовим каменем». Так, у листі до брата Михайла від 18 травня 1890 року Леся скаржилася: «Любий Миша! Resurrexl! (Я воскресла!) От і знов беруся здіймати „сізіфовий камінь“ до гори!.. Позволь мені при сій нагоді навести тобі цитату з мого нового безнадійно-надійного вірша… Моє оце двомісячне лежання у липких кайданах було зовсім надаремнісінько, отак-таки зовсім надаремно! А прибиток хіба тільки той, що тепер знову ходжу на двох милицях, що болять ноги в ступнях..».

## Назва
Заголовок вірша «Contra spem spero!» являє собою зразок оксиморону — парадоксального вислову з витонченим проникненням у специфіку латинського слововживання, у якому переосмислюється сентенція «Dum spiro spero» (лат. «Поки дихаю, сподіваюся»). Після появи вірша вираз «Contra spem spero» став крилатим висловом. У ньому знаходить образне втілення неоромантичний ідеал сильної особистості, незламності духу, стоїцизму, заперечення безпорадності, пасивності, байдужості, що було притаманним як особистим переживанням авторки, викликаним боротьбою з хворобою (туберкульоз кісток або коксит), так і вираженням її громадянської позиції, усвідомленням необхідності боротьби за свої переконання.

## Жанр, композиція, ліричний сюжет
За жанровими ознаками вірш належить до медитативної лірики, у ньому глибокі роздуми поєднуються з мистецьки довершеною формою. Емоційну наснаженість, схвильованість твору підкреслює віршовий розмір — тристоповий анапест з перехресним римуванням. Поезія складається з семи строф, об'єднаних градаційною композицією, що сприяє найповнішому зображенню внутрішньої драми хворої дівчини, викликає співпереживання читача.   
У перших двох строфах поетично формулюється тема, окреслюється індивідуальність та настрій ліричної героїні, яка тяжко страждає від недуги та шукає шляхів опору підступній хворобі. Звідси бере початок і ліричний сюжет, який розкриває динаміку почуттів героїні. Обидві строфи насичені контрастними образами, близькими до оксиморона, що передають стан зболеної душі, вражають читача ще й тому, що виражені стилістичною фігурою паралелізму, яка композиційно й синтаксично дисциплінує, міцно скріплює поетичні рядки, робить їх емоційно вибуховими.   
Друга строфа за змістом і засобами його вираження протистоїть першій. Вона позначена не тільки виразним протестом, а й владним наступом на хворобу. Активний, вольовий стан героїні втілено афористичними рядками й чітко виражено композиційним засобом градації («крізь сльози сміятись, // Серед лиха співати пісні, // Без надії таки сподіватись»). Четвертий рядок складається з двох окличних речень, що сприймаються як девіз, як головна настанова — жити всупереч тяжким, болючим обставинам. У стислій, енергійній поетичній формі висловлено жагуче прагнення ліричної героїні, скованої важкою недугою, до життя — «Жити хочу! Геть думи сумні!» Сповнена внутрішнього драматизму, ця строфа композиційно тісно пов'язана з першою, бо є відповіддю на поставлені в попередній строфі питання.   
Отже, лірична героїня не хоче коритися хворобі, прагне жити повноцінно. Але як вона може вийти переможцем у цій нерівній боротьбі? На це питання поетеса дає відповідь у наступних строфах, теж побудованих за градацією як внутрішньою, так і зовнішньою, де кожна наступна строфа посилює зміст попередньої. Остання строфа повторює другу з певними суттєвими варіаціями, внаслідок чого створюється кільцеве обрамлення. Така форма допомагає увиразнити головну думку твору.  

## Ідейно-тематичний зміст
У вірші «Contra spem spero!» багатогранно виявились особливості художнього світогляду Лесі Українки, її життєва концепція як митця, наділеного тонкою душею, і водночас особистості героїчного складу. Рух емоцій ліричної героїні йде від болючих запитань (як бути в умовах гострих суперечностей світу?) через заперечення перешкод прагненню повноцінно жити й до утвердження активної дії, незламності в досягненні свого ідеалу.   
Відчуття непримиренного протиборства двох сил увиразнює антитеза — тяжкі «думи», «хмари осінні» — «весна золота», «убогий переліг» — «барвисті квітки», «кора льодовая, міцна» — гарячі сльози. Різко контрастні образи поєднані анафорою «буду» та градацією, вони яскраво відтворюють стан зболеної душі та готовність гартувати волю: «сіять квітки на морозі», «лить на них сльози гіркі».   
Готова на страшну сізіфову працю, лірична героїня переконується в можливості перемоги мужнього духу над кволим тілом, вона сповнена оптимізму («І, несучи вагу ту страшную, // Буду пісню веселу співать»). Динаміку настрою героїні та розвитку ліричного сюжету завершує образ «зірки провідної» — «ясної владарки темних ночей», яка символізує силу, здатну подолати пітьму й вселити віру, радість, надію.   
Так народжується головний філософський мотив поезії — героїчний бунт проти логіки життєвих обставин: не піддаватись розпачу, сльозам, не потурати тужливим настроям, викликаним хворобою, а виявляти рішучість, наполегливість, волю й силу духу. Виховання волі, духовної стійкості та готовності до боротьби (і конкретно — проти недуги, і в ширшому розумінні) надає поезії узагальненого змісту, де обставини особистого життя набувають громадянського звучання.  